# Pounkouyan
Pounkouyan est une commune rurale située dans le département de Pô de la province du Nahouri dans la région du Centre-Sud au Burkina Faso.

## Géographie
Pounkouyan est situé à 6 km au Nord-Est de Pô et à 5 km à l'Est de la route nationale 5.

## Santé et éducation
Pounkouyan accueille un centre de santé et de promotion sociale (CSPS).